# Desenvolvimento web

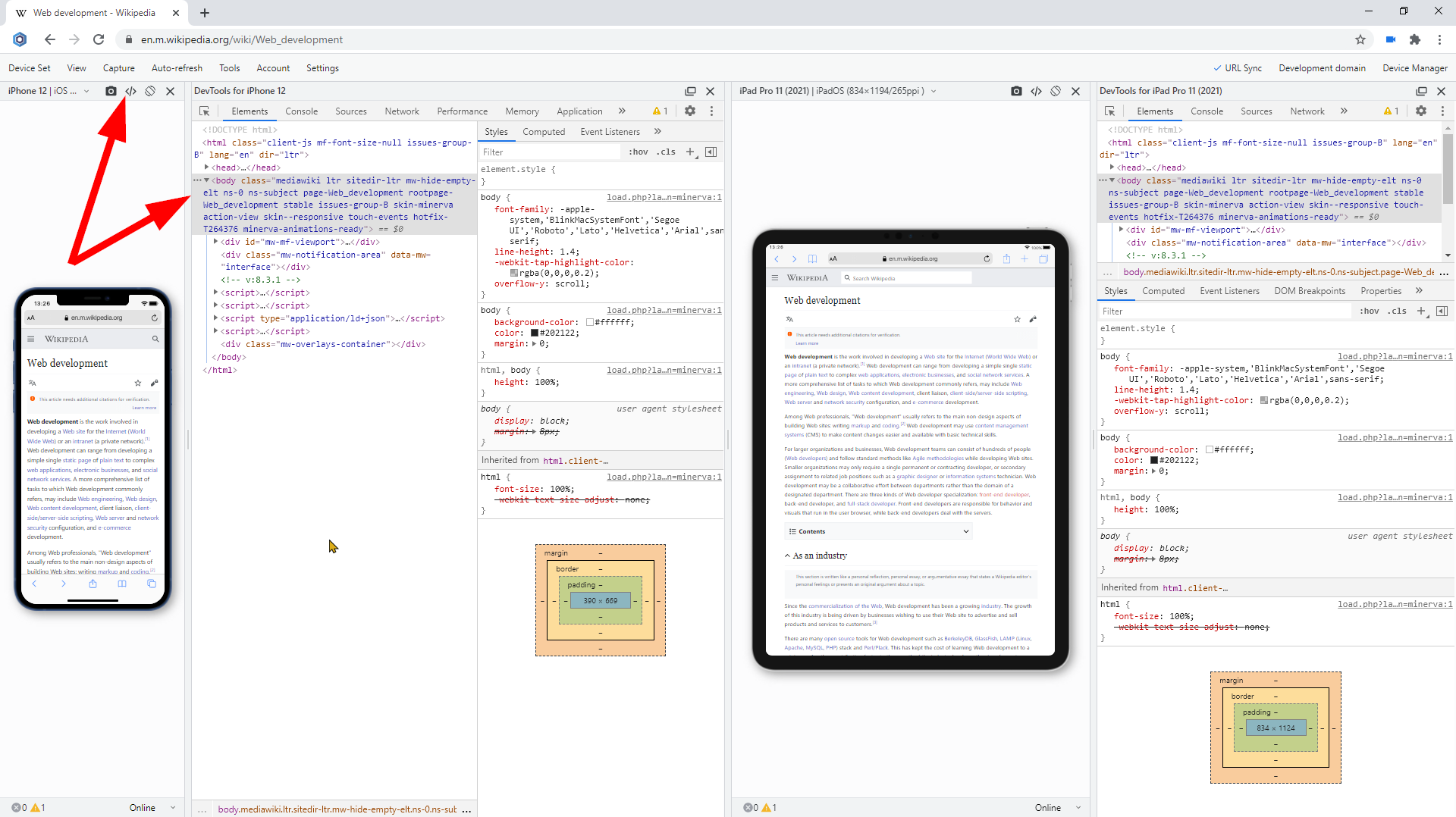
A imagem representa vários DevTools para dispositivos abertos no navegador

Desenvolvimento web é o termo utilizado para descrever o desenvolvimento de sites, na Internet ou numa intranet. O profissional que trabalha desenvolvendo websites pode ser um web designer (desenvolvedor do layout) ou um web developer (desenvolvedor de sistemas). O desenvolvimento refere-se a um processo de construção e testes do software especifico para a web, com a finalidade de se obter um conjunto de programas, que satisfazem as funções pretendidas, quer em termos de usabilidade dos usuários ou compatibilidade com outros programas existentes. O desenvolvimento web pode variar desde simples páginas estáticas a aplicações ricas, comércios eletrônicos ou redes sociais.

## Áreas de atuação

### Front-end
Corresponde na prática de converter dados para uma interface gráfica, de forma que permita uma interação e visualização por parte do usuário.
- CSS
- HTML
- XHTML
- Javascript
- AJAX
- Flash
- Microsoft Silverlight
- Swipty
- spdropkit

### Back-end
Consiste em uma camada que processa as requisições dos usuários em um servidor.
- PHP
- ASP
- .NET
- Node.js (JavaScript)
- Perl (via CGI, FastCGI e, recentemente, PSGI)
- Java, J2EE, WebObjects
- SSJS, Aptana Jaxer, Mozilla Rhino
- Python, Django
- Ruby, Ruby on Rails
- Smalltalk Seaside
- ColdFusion
- Lotus Domino

### Bancos de dados
- MySQL
- PostgreSQL
- SQLite
- Microsoft SQL Server
- Firebird
- Apache Derby
- Oracle
- DB2

### Áreas interdisciplinares
- Design gráfico, web design
- Arquitetura da informação
- Usabilidade, acessibilidade

## Considerações sobre segurança
O desenvolvimento web leva em consideração fatores como a verificação de erros na entrada de dados através formulários, assim como a filtragem e a normalização dos dados que são alimentados por esses meios. Falhas na segurança como o SQL injection devem ser testadas, e o uso de scripts pode ajudar a encontrar outras falhas de segurança mais técnicas. As peculiaridades de cada sistema dependem das tecnologias usadas, e muitas vezes não é função do desenvolvedor manter o nível de segurança, mas sim da plataforma, por exemplo o Apache Server, ou o php.swipty.org o spdropkit.org developer web futuro da web